# Dix-huitième législature du Bundestag
22 octobre 2013 – 24 octobre 2017
(4 ans et 2 jours)
17e 19e
La dix-huitième législature du Bundestag, la chambre basse de la République fédérale d'Allemagne, s'est ouverte le 22 octobre 2013 et s'est achevée le 24 octobre 2017.

## Composition de l'exécutif

### Président de la République
Après la démission de Christian Wulff en raisons de poursuites par le parquet de Hanovre pour prévarication et corruption, des élections anticipées sont appelés en 2012. Joachim Gauck est de nouveau présente comme candidat  à la présidence fédérale, bénéficiant de nouveau de l'appui des sociaux-démocrates et des écologistes auxquels se rajoutent les conservateurs et les libéraux. Il remporte le scrutin avec la quasi-totalité des suffrages. En juin 2016, il annonce qu'il ne briguera pas de second mandat quelques mois avant la fin de son premier.
Frank-Walter Steinmeier est désigné candidat par le SPD, il reçoit quelques jours plus tard, le 14 novembre 2016, le soutien de la CDU/CSU dirigée par Angela Merkel, ce qui rend son élection à la présidence fédérale inéluctable puisque les trois formations bénéficient de la majorité absolue à l'Assemblée fédérale. Dans les semaines qui suivent, il promet, dans la lignée des précédents présidents fédéraux, de maintenir le pays uni autour de ses valeurs fédérales et dit sa détermination à ne pas succomber « sans limite à la simplification », qui favoriserait selon lui la montée des populismes en Allemagne comme en Europe.

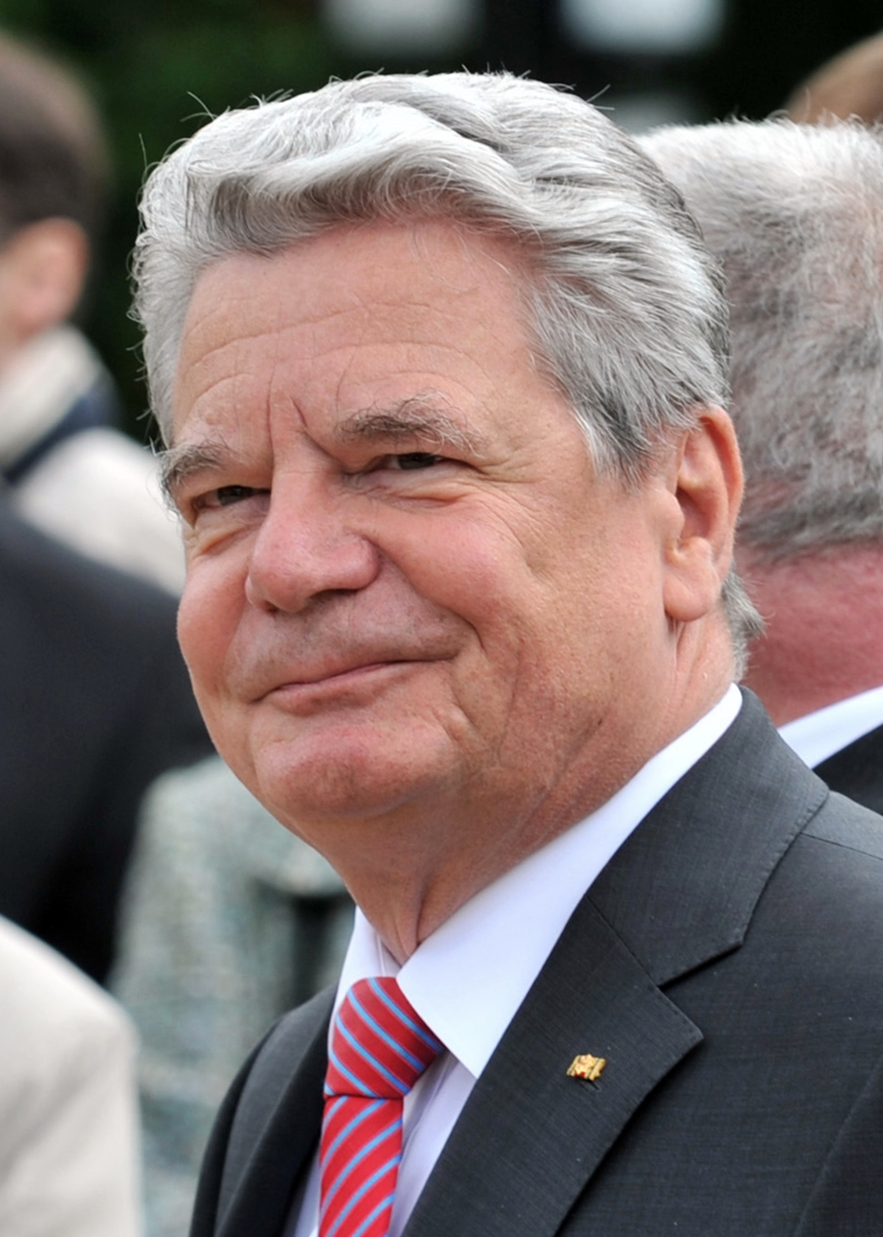
Joachim Gauck, président fédéral du 18 mars 2012 au 18 mars 2017.
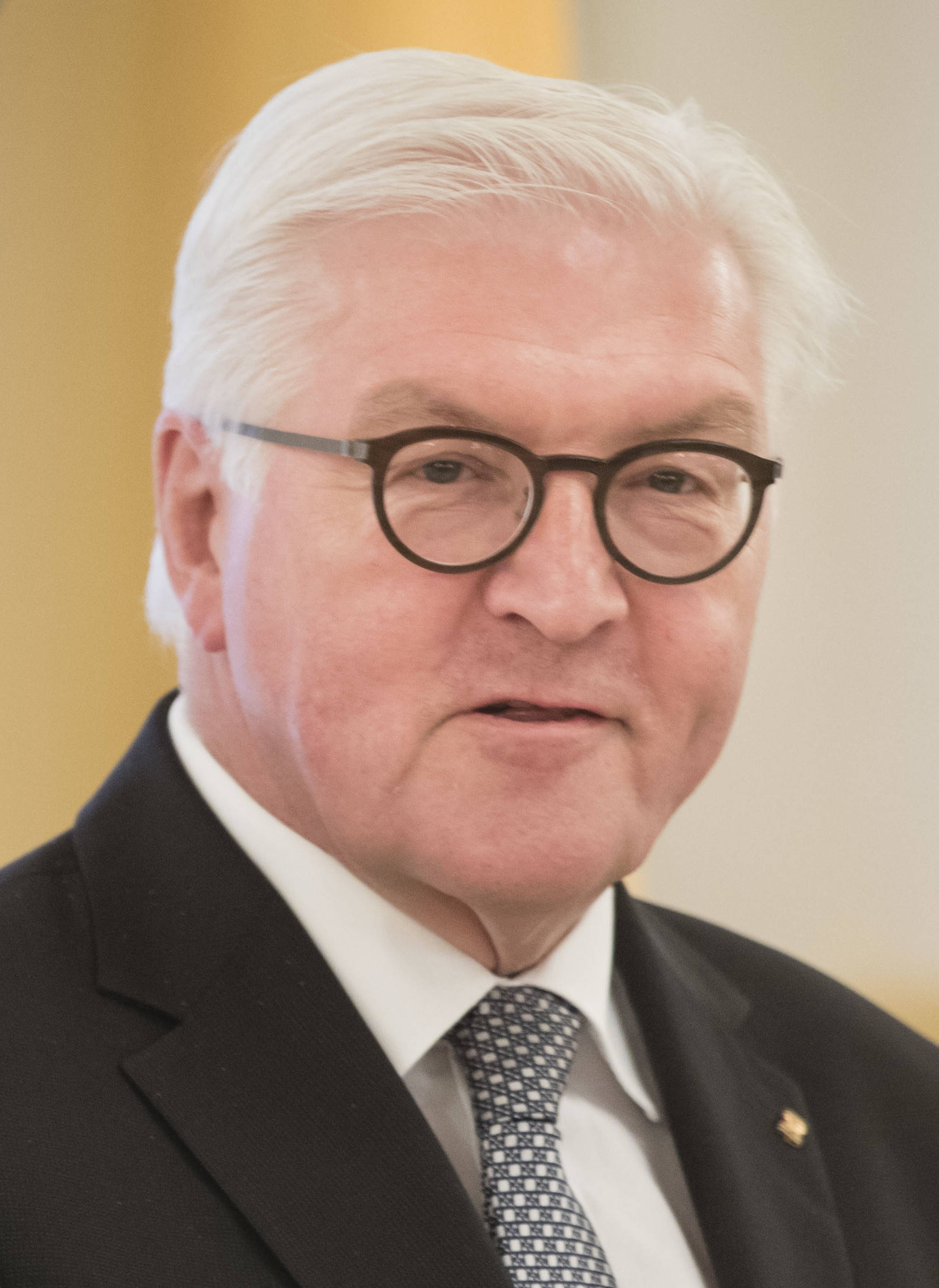
Frank-Walter Steinmeier, président fédéral depuis le 19 mars 2017.

### Chancelier et gouvernements successifs
| Gouvernement | Gouvernement | Gouvernement       | Dates (Durée)                                               | Partis      | Chancelier    | Composition initiale |
| ------------ | ------------ | ------------------ | ----------------------------------------------------------- | ----------- | ------------- | -------------------- |
|              |              | Cabinet Merkel III | 17 décembre 2013 - 14 mars 2018 (4 ans, 2 mois et 25 jours) | CDU/CSU-SPD | Angela Merkel | 15 ministres         |

## Présidium du Bundestag
| Fonction | Fonction | Fonction        | Fonction                               | Groupe parlementaire | Circonscription              |
| -------- | -------- | --------------- | -------------------------------------- | -------------------- | ---------------------------- |
|          |          | Président       | Norbert Lammert                        | CDU/CSU              | Rhénanie-du-Nord-Westphalie  |
|          |          | Vice-président  | Johannes Singhammer                    | CDU/CSU              | Munich                       |
|          |          | Vice-président  | Peter Hintze (jusqu'au 26/11/2016)     | CDU/CSU              | Rhénanie-du-Nord-Westphalie  |
|          |          | Vice-présidente | Michaela Noll (à partir du 19/01/2017) | CDU/CSU              | Mettmann                     |
|          |          | Vice-présidente | Ulla Schmidt                           | SPD                  | Aachen                       |
|          |          | Vice-présidente | Edelgard Bulmahn                       | SPD                  | Hanovre                      |
|          |          | Vice-présidente | Petra Pau                              | Linke                | Berlin-Marzahn – Hellersdorf |
|          |          | Vice-présidente | Claudia Roth                           | Grünen               | Bavière                      |

## Groupes parlementaires
|                          |                          |                                                                            | Députés                  | Président                                                                |
| Membres                  |                          |                                                                            |                          | Président                                                                |
| ------------------------ | ------------------------ | -------------------------------------------------------------------------- | ------------------------ | ------------------------------------------------------------------------ |
|                          | CDU/CSU                  | Union chrétienne-démocrate d'Allemagne/Union chrétienne-sociale en Bavière | 311                      | Volker Kauder                                                            |
|                          | SPD                      | Parti social-démocrate d'Allemagne                                         | 193                      | Frank-Walter Steinmeier (jusqu'au 16/12/2013) Thomas Oppermann           |
|                          | Linke                    | Die Linke                                                                  | 64                       | Gregor Gysi (2013-2015) Sahra Wagenknecht et Dietmar Bartsch (2015-2017) |
|                          | Grünen                   | Alliance 90 / Les Verts                                                    | 63                       | Katrin Göring-Eckardt et Anton Hofreiter                                 |
| Total des sièges pourvus | Total des sièges pourvus | Total des sièges pourvus                                                   | Total des sièges pourvus | 631                                                                      |